# I Believe (EXILE單曲)
《I Believe》為日本音樂團體EXILE（放浪兄弟）的第26張單曲。该片于 2007 年 11 月 21 日在日本发行。

## 解說
- 以「CD+DVD」及「CD ONLY」2種形態發售，封面也不相同。兩種版本的初回限定附加音軌收錄了由ATSUSHI和TAKAHIRO重新錄音的,源自第17張單曲的歌曲「HERO」。
- 優先購入「CD+DVD」的人會得到J Soul Brothers特製信用卡型貼紙。
- 音樂影片（PV）的映像是使用著MAKIDAI的32歲的生日聚會所拍攝到的東西。
- TAKAHIRO作詞的歌曲是繼《Dream Catcher》之後的第2曲，單曲的話則是首次。
- 2007年12月11日現場直播的《Best Artist2007]》內，唱這首歌時發生了音響收不到ATSUSHI的聲音的事故。

## 發行版本
- CD
- CD+DVD

## 收錄曲目

### CD
1. I Believe[4:56]
  - 作詞：TAKAHIRO / 作曲・編曲：浅田将明

「music.jp」廣告歌
東武鉄道「リライズガーデン西新井」廣告歌
2. 因為有妳（日语：君がいるから）[4:41]
  - 作詞：ATSUSHI / 作曲・編曲：中野雄太

日本電視台系《The・サンデー》片尾曲。（2007年12月 - 2008年1月）
3. I Believe (Instrumental)
4. 因為有妳（日语：君がいるから） (Instrumental)
5. HERO（初回限定附加音軌）
  - 作詞：SHUN / 作曲：原一博 / 編曲：川端良征

### DVD
1. I Believe (Video Clip)

## 備註
1. 1 2  . Oricon. 2007  [2013-01-14]. （原始内容存档于2013-05-05） （日语）.
2. ↑  . Musicman-NET. 2012-08-02  [2013-01-14]. （原始内容存档于2012-09-04） （日语）.